# Сасоферато
Сасоферато (итал. Sassoferrato) насеље је у Италији у округу Анкона, региону Марке.
Према процени из 2011. у насељу је живело 3806 становника. Насеље се налази на надморској висини од 284 м.

## Становништво
| 1936.  | 1951.  | 1961. | 1971. | 1981. | 1991. | 2001. | 2011. |
| ------ | ------ | ----- | ----- | ----- | ----- | ----- | ----- |
| 12.996 | 13.488 | 8.938 | 7.395 | 7.294 | 7.094 | 7.419 | 7.532 |